# 拉勒曼德港

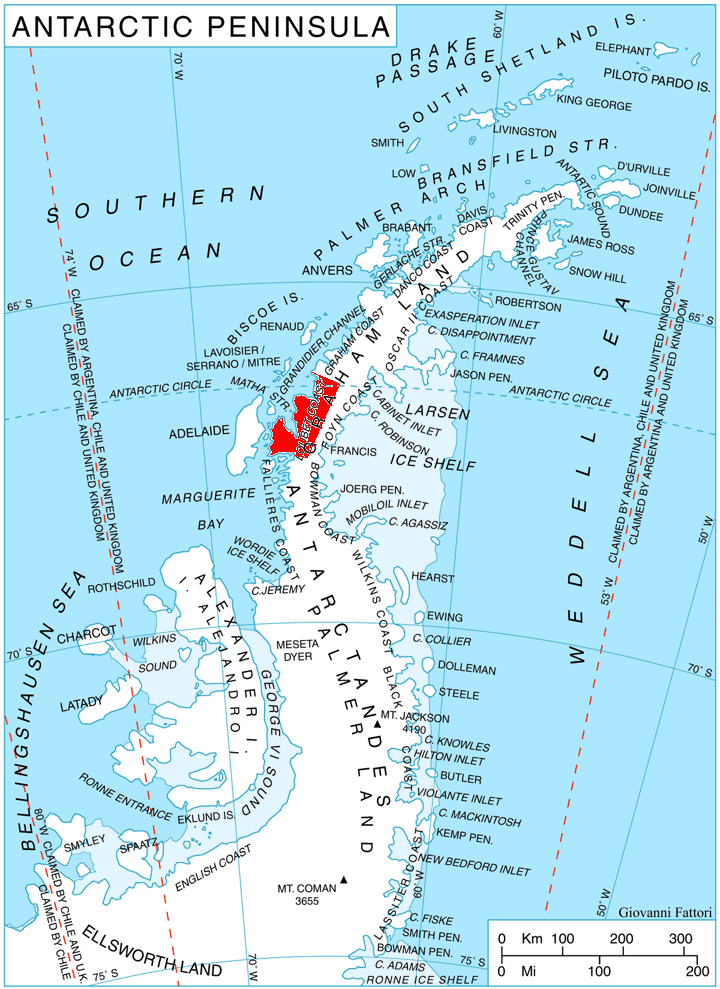

拉勒曼德港（英語：Lallemand Fjord）是南極洲的海港，位於南極大陸西部，處於阿羅史密斯半島以東和佩爾尼克半島以西，長55公里、寬23公里，以法國的地理學家命名。

## 外部連結
- SCAR Composite Gazetteer of Antarctica（页面存档备份，存于）.

67°06′S 66°42′W / 67.100°S 66.700°W